# Töging am Inn
Töging am Inn település Németországban, azon belül Bajorországban. Lakosainak száma 9560 fő (2023. december 31.). Töging am Inn Pleiskirchen, Winhöring, Altötting, Teising, Polling, Mühldorf am Inn, Erharting és Raitenhart községekkel határos.

## Népesség
A település népessége az elmúlt években az alábbi módon változott:
| Lakosok száma | 415  | 7242 | 8622 | 8499 | 9171 | 9124 | 9286 | 9289 | 9407 | 9560 |
|               | 1875 | 1950 | 1975 | 1987 | 2012 | 2014 | 2016 | 2017 | 2021 | 2023 |